# Parafarmácia
Parafarmácia é um estabelecimento comercial de Portugal, similar a uma farmácia, contudo limitada à venda de medicamentos que não necessitem de receita médica. Esse tipo de estabelecimento não se encontra sujeito às restrições legais existentes para o licenciamento de farmácias, ou seja, não é preciso ser farmacêutico para abrir uma, basta a devida autorização da Secretaria Regional de Saúde.
No Brasil, não há estabelecimento similar. Farmácias e drogarias vendem qualquer tipo de medicamento, com a diferença de que as farmácias podem manipular fórmulas magistrais.